# 光明寺合戦
光明寺合戦（こうみょうじかっせん）は、南北朝時代の観応の擾乱における合戦の一つ。正平6年/観応2年2月(1351年3月)、播磨国光明寺城（兵庫県加東市光明寺）において、足利直義の軍勢と足利尊氏・高師直の軍勢の間で戦われた。

## 背景
以下、日付は旧暦。
室町幕府内で尊氏の執事高師直と、弟の直義の対立が深刻化した。一旦は師直派が有利となり、直義は出家し実権を失い、直義派の上杉重能と畠山直宗は配流先で師直の配下に暗殺された。観応元年(1350年)、尊氏は九州で兵を挙げた直義の養子足利直冬を討つため、師直らを伴って出陣した。その頃京都を脱出した直義は南朝に降伏し、師直追討のための兵を挙げた。観応2年（1351年1月）、直義派は京都に攻め込み、留守を預かる足利義詮を破った。尊氏は備後国から兵を帰し、直義勢と戦いとなった。

## 経過
観応2年（1351）2月4日、尊氏を討つべく、石塔頼房は五千余騎で光明寺に陣を構え、八幡（京都府）の直義に援軍を求めた。それを知った尊氏は、援軍の来る前に打ち破ろうと一万騎を率い光明寺城を囲んだ。
尊氏は引尾山、高師直は鳴尾山、赤松則祐は八幡山に陣を敷いた。仁王堂や東坂で激戦が展開され、両軍の対峙は10日におよんだがいずれも尊氏軍が敗れた。城の後詰がせまったので尊氏軍は摂津国まで軍をひいた。

## 影響
光明寺合戦の間に、尊氏勢の中から直義勢に寝返る武将が現れ始めた。2月17日、尊氏軍は勢いに乗る直義軍と摂津国打出浜（兵庫県芦屋市）で激突することになる。（打出浜の戦い）

## 参加人物
足利尊氏勢
足利尊氏、足利義詮、高師直、高師泰、赤松則祐
足利直義勢
足利直義、石塔頼房、上杉憲顕

## 逸話
「太平記」巻第二十九「光明寺合戦の事付師直怪異の事」には下記の逸話が記載されている。
高師直の陣中に、無文の白旗が一流れ天より降って来た。よくよく見れば旗ではなく、反古（書き損じの紙）を2,30枚継ぎ集めたもので、裏に二首の和歌が書いてあった。
吉野山 峯の嵐の はげしさに 高き梢の 花ぞ散り行く
限りあれば 秋も暮れぬと 武蔵野の 草はみながら 霜枯れにけり
師直は近くの者に、「この歌の吉凶はどうであろう」と訊ねた。『高き梢の 花ぞ散り行く』とあるは、高家の人が亡ぶということであろう。しかも『吉野山 峯の嵐の はげしさに』とあるのも、先年蔵王堂を焼いた罪を一人で被るという意味だ。『武蔵野の 草はみながら 霜枯れにけり』とあるも、師直（武蔵守）の領地の国なれば、どれも不吉な歌だと恐ろしく思ったが、後難を恐れて皆「おめでたい歌でございます」と答えた。